# Ван Вайтайакон
Ван Вайтайакон (Його Королівська Величність принц Ванна Вайдхаякара Бхонгсепрабхан Принц Нарадхіп; 25 серпня 1891, Бангкок — 5 вересня 1976, Бангкок) — тайський державний і політичний діяч, дипломат. Голова Генеральної Асамблеї ООН під час 11-ї сесії.

## Біографія
Народився в Бангкоці в сім'ї одного з синів короля Рами IV, мав титул принца.
Закінчив Оксфордський університет і Інститут політичних досліджень в Парижі. Професійну дипломатичну кар'єру посав у 1917 році. У 1922 році був призначений радником при королеві Рамі VI. У 1924 році був підвищений до рангу заступника Генерального секретаря у закордонних справах, відповідав за переговори про внесення декількох важливих поправок до політичних і комерційних договорів із західними державами.

### Дипломатична робота
У 1926 році Ван Вайтайакон був відряджений до Європи як повноважний міністр. Зробив візити у Велику Британію, Нідерланди і Бельгію. Впродовж цього періоду він також займав пост глави тайської делегації в Лізі Націй, де брав активну участь в діяльності ряду комісій як їх член, віце-президент і президент. Ван Вайтайакон повернувся в Таїланд у 1930 році, де став професором факультету мистецтв університету Чулалонгкорн.
Під час Другої світової війни брав участь в переговорах з Японією, був присутнім на Великої Східноазіатської конференції в Токіо, а також на Бандунгській конференції, де був обраний доповідачем, і в переговорах, підсумком яких став вступ Таїланду до ООН.

### Повоєнний період
У 1947 році Ван Вайтайакон був призначений послом Таїланду в США і за сумісництвом послом в ООН. У 1956 році він був обраний президентом 11-ї сесії Генеральної Асамблеї ООН. Крім того, він двічі обіймав посаду міністра закордонних справ Таїланду: з 1952 по 1957 рр. і в 1958 році.
Помер в Бангкоці у віці 85 років. Залишив після себе ряд наукових праць в області дипломатії і філології.